# Gerd Herrmann (Dichterjurist)

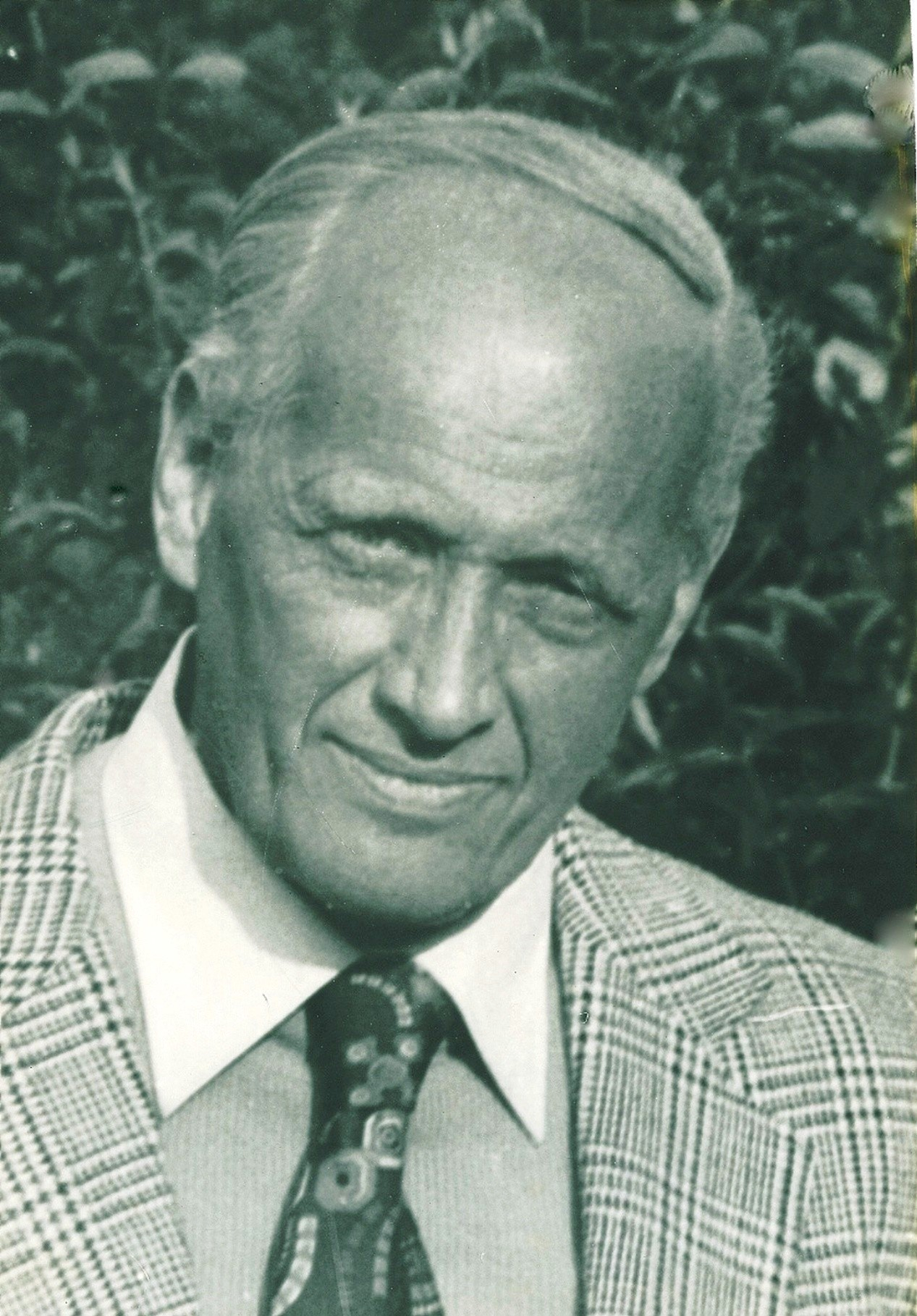
Gerd Herrmann, 1985

Gerhard Friedrich Ernst Herrmann (* 17. August 1913 in Wertheim; † 10. Februar 2003 in Bonn) war ein deutscher Jurist, Lyriker, Übersetzer und Autor.

## Leben
Gerd Herrmann war das zweite Kind von Wilhelmine und Bernhard Herrmann, der als Domänenrat beim Fürsten Löwenstein zu Wertheim-Freudenberg tätig war. Nach dem Abitur studierte Herrmann in Tübingen und Berlin Rechtswissenschaften. In Berlin schloss er Freundschaft mit Ulrich Hollaender, der sich als britischer Offizier „Michael Thomas“ nannte, mit Billy Hildesheimer, der sich später William Hilsley nannte, und mit Wolfgang Osthoff.
Gerd Herrmann wurde 1938 zum Reichsarbeitsdienst verpflichtet, es folgte die Kriegsteilnahme als Offizier der Luftwaffe bis 1945.
Während seiner Stationierung in Griechenland schloss er Freundschaft mit Odysseas Elytis, dem späteren griechischen Literatur-Nobelpreisträger (1979). In dieser Zeit entstanden auf Kreta erste eigene Gedichte. Nach dem Krieg wurde Herrmann zum Dr. iur. mit einer Dissertation über den ideellen Schaden promoviert. In Tübingen und Bonn begegnete er Carlo Schmid und war befreundet mit Johann Christian Lankes, Rolf-Dietrich Keil und Otto Weerth. Ab 1948 war er in Tübingen als Referendar tätig, ab 1949 in Bonn als Regierungsrat im Bundesverkehrsministerium, Abteilung Eisenbahn, später als Ministerialrat in der Abteilung Straßenverkehr als Referatsleiter bis zum Jahr 1978.
Herrmann war  für mehrere Bundesverkehrsminister, u. a. für Georg Leber, Lauritz Lauritzen, sowie Kurt Gscheidle als Ghostwriter tätig  und beteiligt  in nationalen und internationalen Gremien zur Verkehrssicherheit: Deutscher Verkehrssicherheitsrat, OECD, ADAC, Björn-Steiger-Stiftung.
Gerd Herrmann verfasste zahlreiche eigene Gedichte, übersetzte englische, amerikanische, griechische und französische Gedichte, legte eine Übersetzung der Briefe und Satiren von Horaz vor.  Diese neue Übertragung der Werke des römischen Dichters in Hexametern erfasst Horaz’ Sprachrhythmus und vermittelt eine Vorstellung der Sprache des Urtextes.

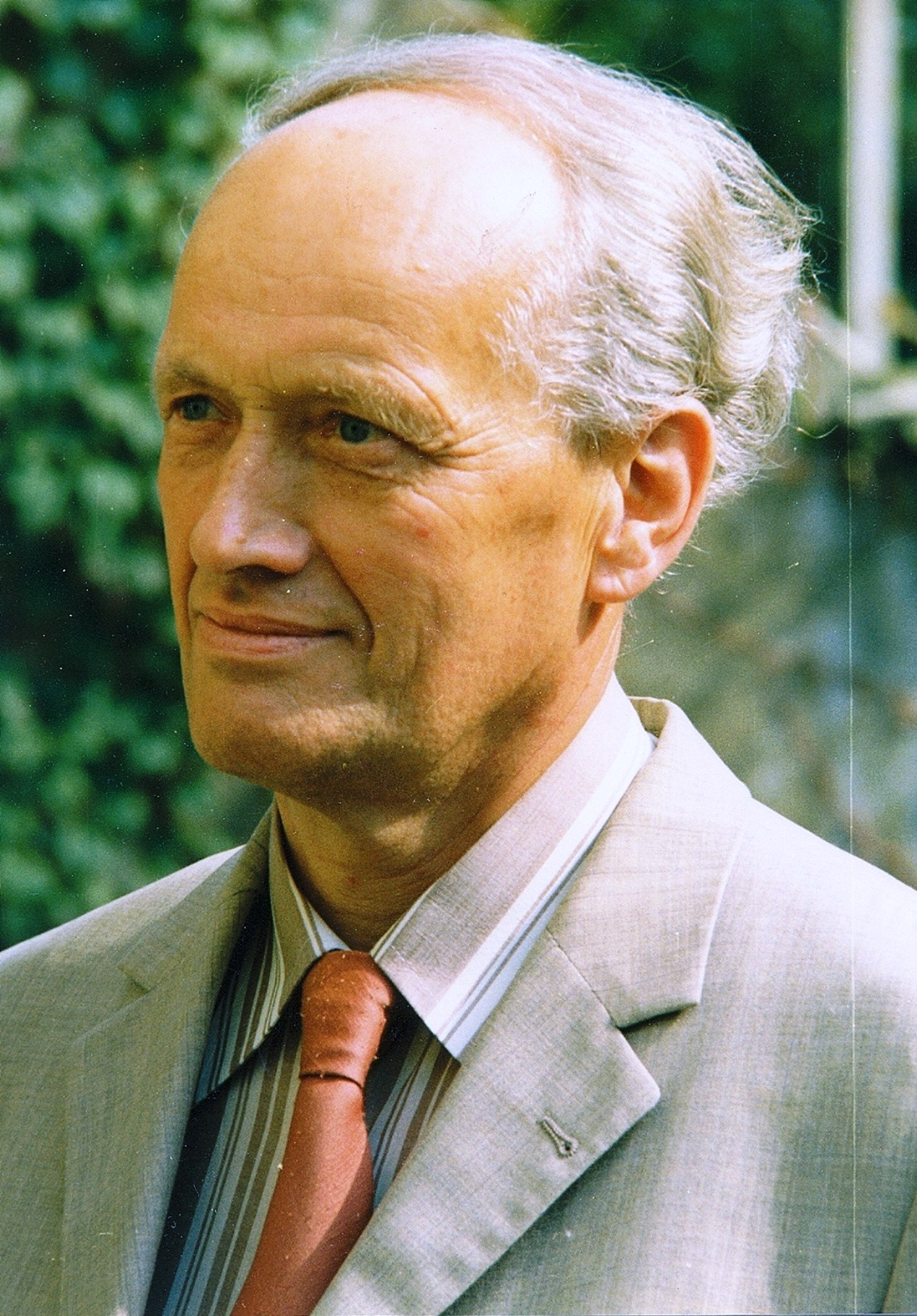
Gerd Herrmann 1988

## Werke (Auswahl)
Gedichte
- Nachhall. Selbstverlag, Bonn 1988.
- Gedichte. Erste Auflage. Somnium Verlag (Wilfried J.Kuhlmann), Essen 1990, ISBN 3-927992-01-1.
- Gedichte. Zweite erweiterte, neugegliederte Auflage. Daniel Osthoff Verlag, Würzburg 1998, ISBN 3-9805298-4-3.
- Adieu. Gedichte. Daniel Osthoff Verlag, Würzburg 1999, ISBN 3-9805298-7-8.

Übertragungen
- Gerhard Fink (Hrsg.): Quintus Horatius Flaccus: Satiren, Briefe. Lateinisch/Deutsch, Übers. von Gerd Herrmann. Artemis und Winkler, Düsseldorf/Zürich 2000, ISBN 3-7608-1721-1.  (Sammlung Tusculum)
- Gerhard Fink (Hrsg.): Quintus Horatius Flaccus: Briefe Von der Dichtkunst Studienausgabe. Lateinisch/Deutsch, Übers. von Gerd Herrmann. Artemis und Winkler, Düsseldorf/Zürich 2003, ISBN 3-7608-1377-1. (Tusculum Studienausgaben)

- Gerd Herrmann: Übertragungen. Daniel Osthoff Verlag, Würzburg 1999, ISBN 3-9805298-6-X.

Gedichte von John Milton, William Wordsworth, Percy Bysshe Shelley, John Keats, Alfred Lord Tennyson, William Butler Yeats, Henry Wadsworth Longfellow, Charles Baudelaire, Paul Valéry, Konstantin Kavafis.
Schriften
- Sechs Vorträge über Keats, Shelley, Longfellow, Yeats, Milton, Horaz  mit Übersetzungsbeispielen und beigefügtem Originaltext Daniel Osthoff Verlag, Würzburg 1997, ISBN 3-9805298-3-5.

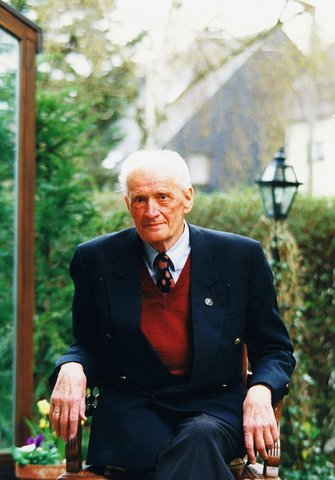
Gerd Herrmann 2001

## Ehrungen und Auszeichnungen
- Mitglied im Freien Deutschen Autorenverband